# Jiří Stibral

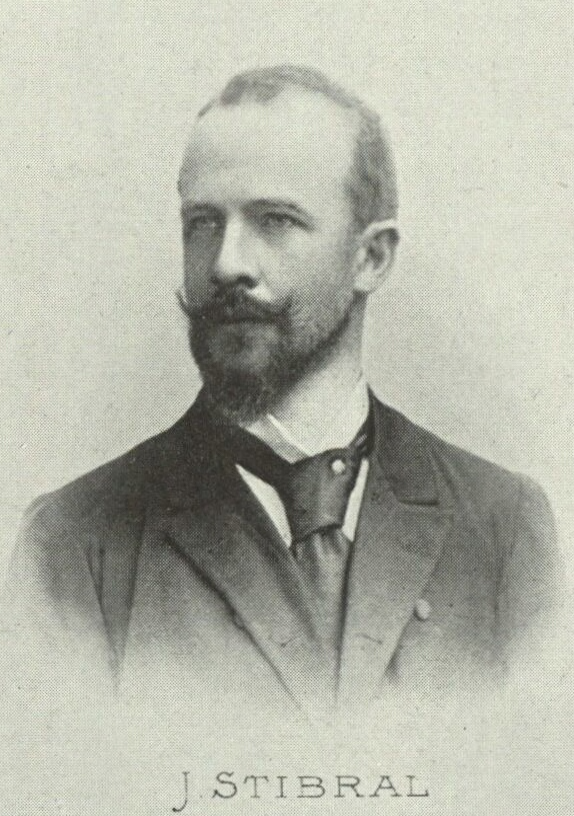
Jiří Stibral (1899)

Jiří Stibral, ab 1901 Ritter von Stibral (* 27. Juli 1859 in Prag, Kaisertum Österreich; † 8. Oktober 1939 in Prag) war ein tschechischer Architekt, Innenarchitekt, Designer, Professor und Lehrer sowie später Direktor der Akademie für Kunst, Architektur und Design in Prag.
Während seiner Karriere als Architekt entwickelte er in Böhmen, insbesondere in seiner Heimatstadt Prag, eine Reihe von Gebäudeentwürfen im Stil der Neorenaissance, der Neugotik und des Jugendstils. Darüber hinaus spezialisierte er sich auf die Innengestaltung von Salonwagen für die Waggonfabrik Ringhoffer.

## Leben und Werk

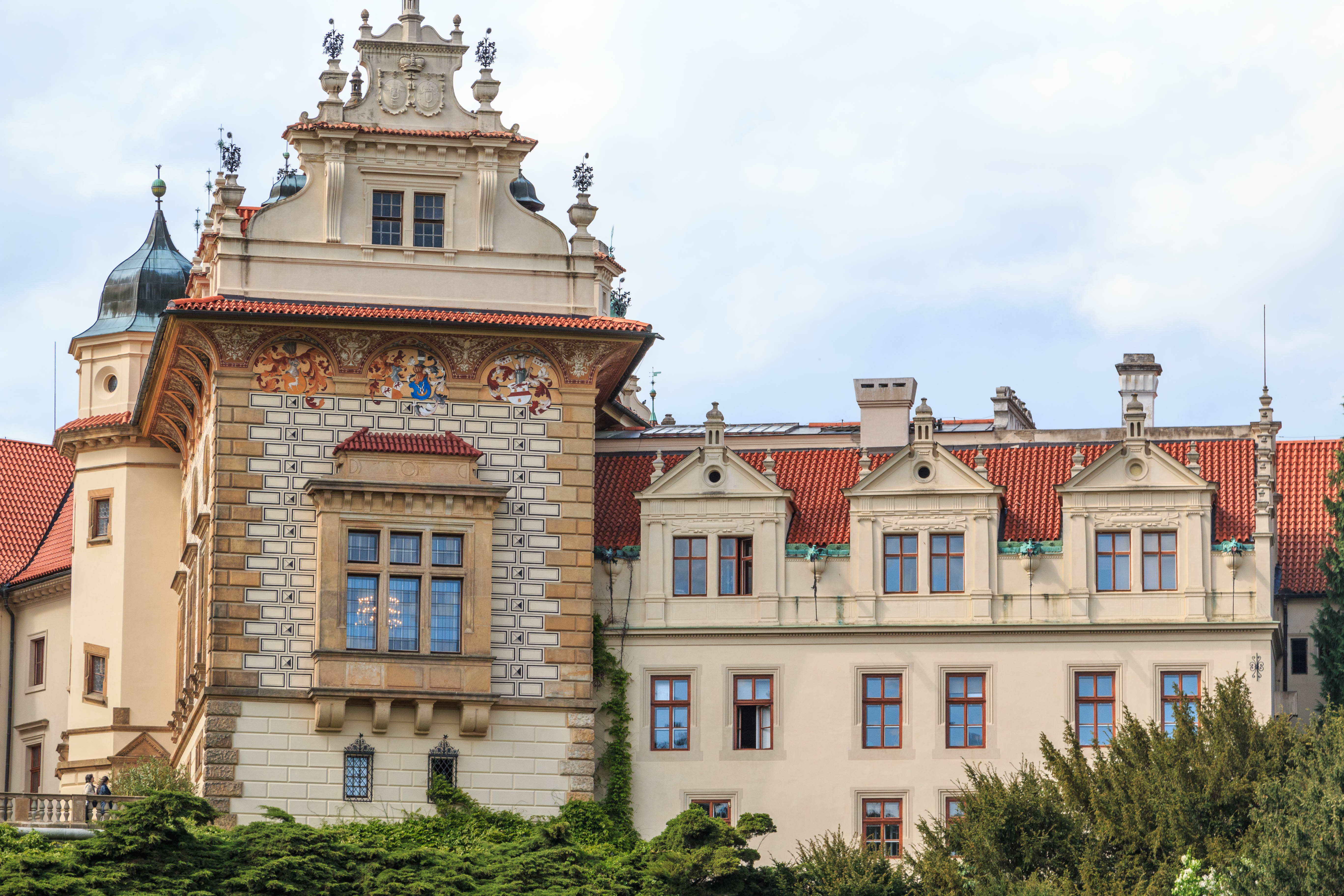
Fassade von Schloss Pruhinice (1889–1894)

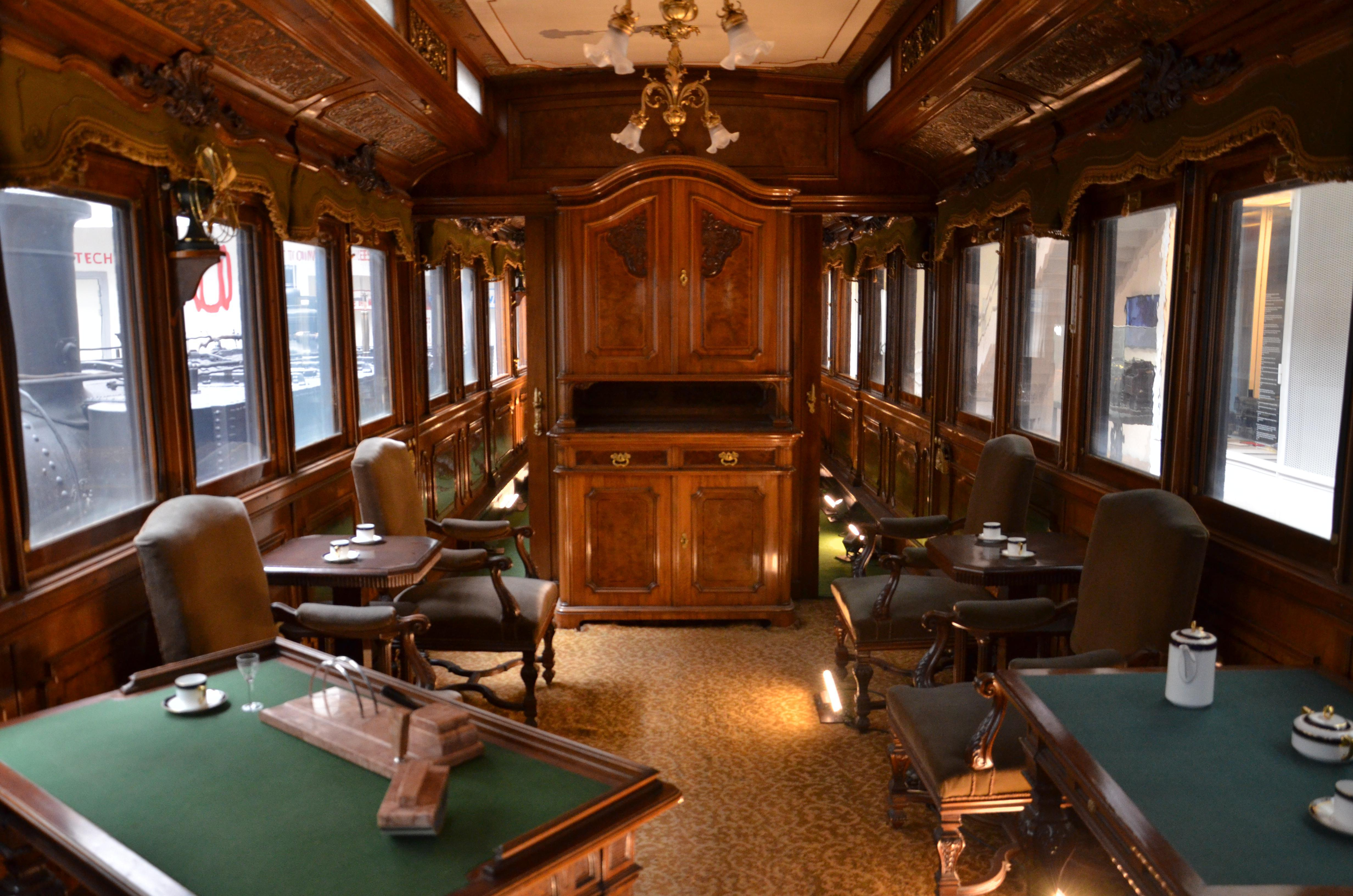
Speisewagen Hz005 des k.k. Hofzuges (1891)

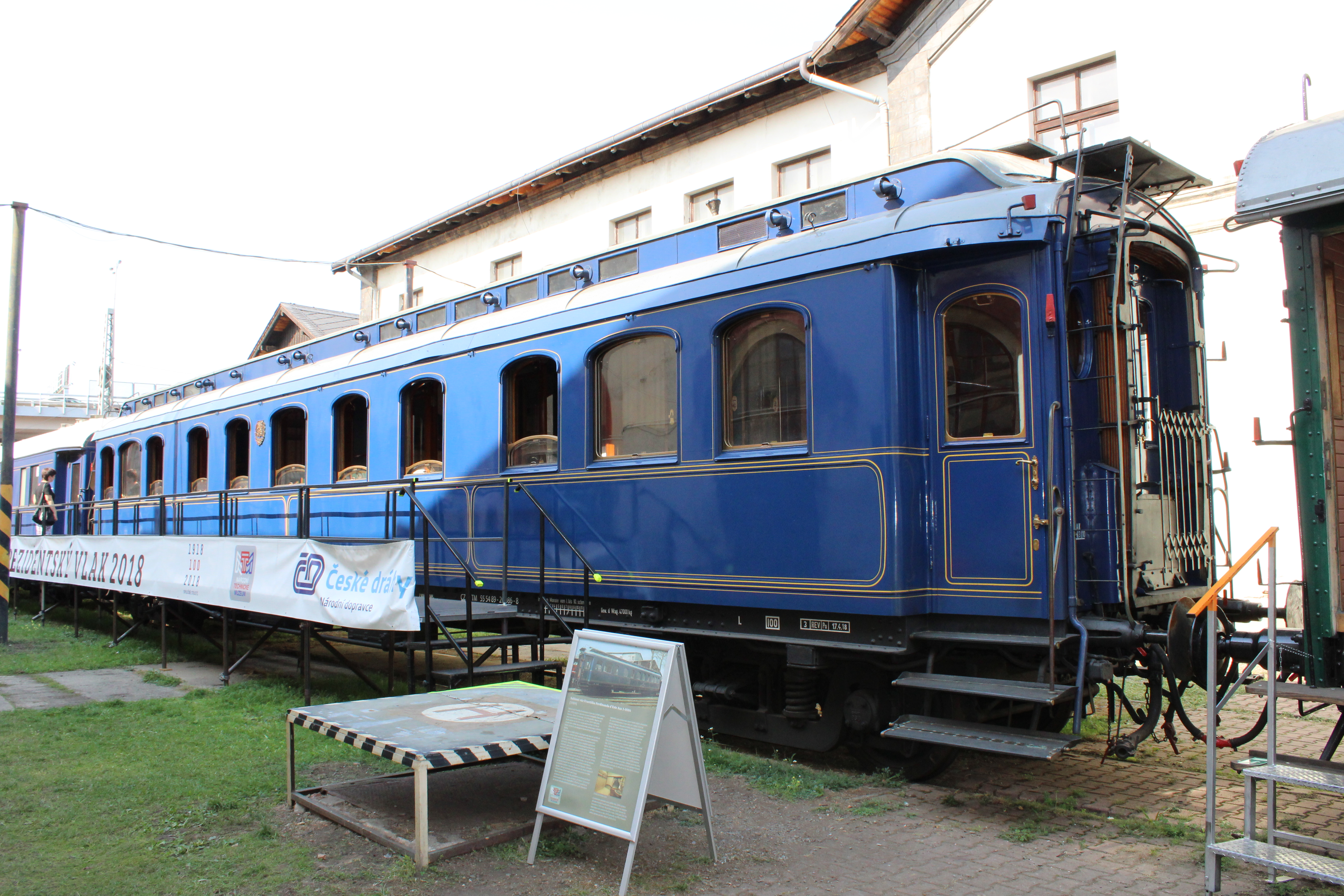
Salonwagen Sa 22 von Erzherzog Franz Ferdinand (1909)

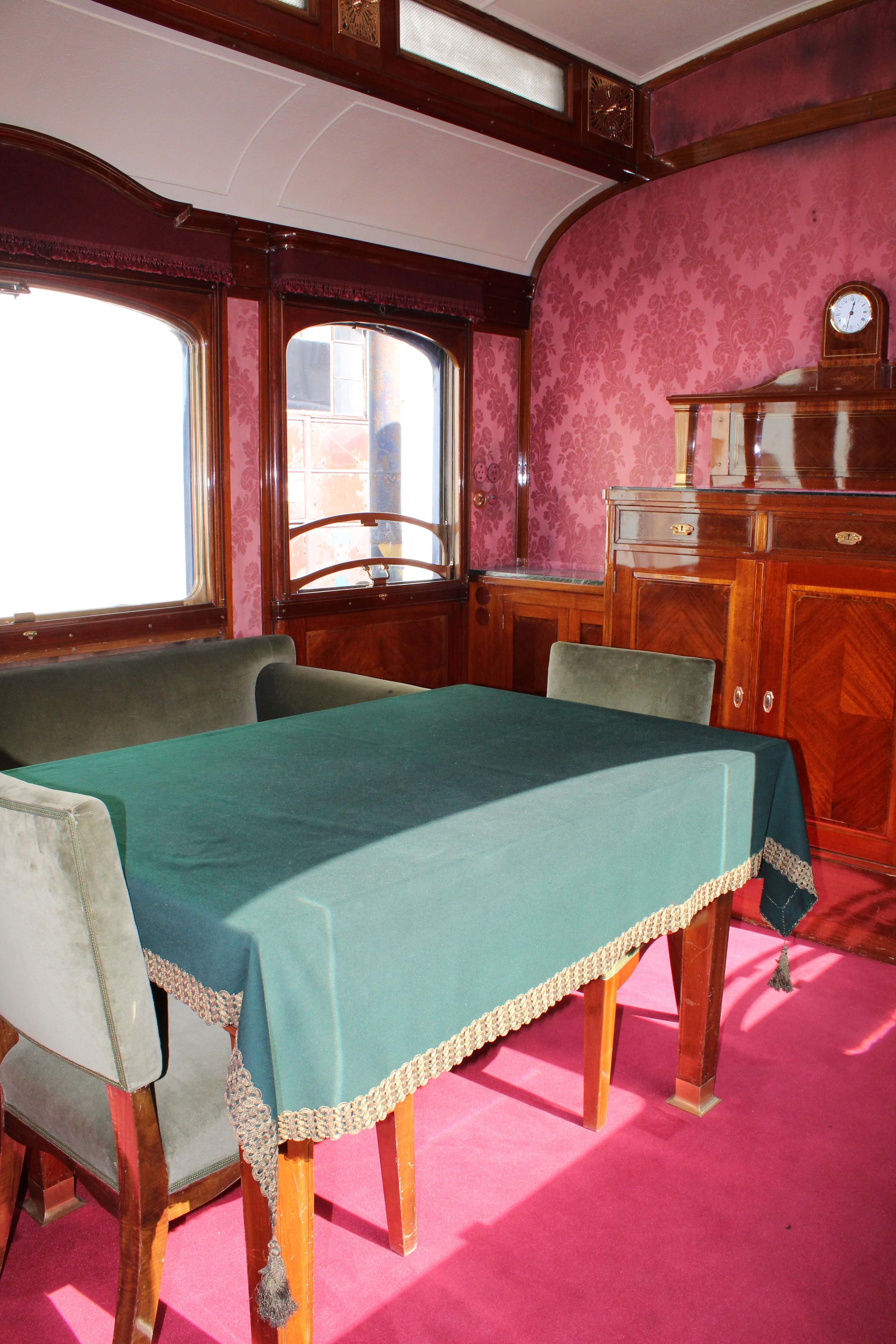
Interieur von Sa 22

### Jugend und Ausbildung
Er wurde in Prag als Sohn des Uhrmachers Josef Stibral und dessen Gattin Anna, geb. Krausová, geboren.
Von 1875 bis 1881 studierte Stibral Architektur an der Deutschen Technische Hochschule Prag bei Josef Zítek und widmete sich nebenbei auch der bildenden Kunst. Dank eines Stipendiums von Franz Josef von Gerstner zur Weiterbildung nach Italien, in die Benelux-Länder, Großbritannien, Deutschland und Russland. 1888 bereiste er mit seinem Freund, dem Schriftsteller Julius Zeyer, auf die Krim und nach Transkaukasien.

### Architekt und Designer
Zwischen 1885 und 1886 arbeitete er im Atelier des Architekten Quido Bělský und ab 1886 lehrte er an der Akademie für Kunst, Architektur und Design in Prag in den Fächern Ornamentales Zeichnen, Farbtheorie und darstellende Geometrie. Ab 1889 war er beruflich überwiegend in Böhmen tätig, wo er zum Hausarchitekten des dortigen Adels avancierte und einen Großteil seiner Werke im Stil der Neorenaissance schuf.
Stibral schuf mehrere bedeutende Bauten in Kamnitz südlich von Prag für die Industriellenfamilie Ringhoffer und entwarf ab 1884 für die Ringhoffer-Werke auch zahlreiche luxuriöse Eisenbahnwaggons, die den Werken in Smíchov gebaut wurden. Im Rahmen dieser Zusammenarbeit gestaltete beispielsweise Salonwagen für die Aussig-Teplitzer-Eisenbahn oder den österreichischen Thronfolger Erzherzog Franz Ferdinand. Er entwarf ebenso die Inneneinrichtung des ersten königlich ungarischen Hofzuges (1884), des Hofzuges für Rumänien (1890/93) oder – als ein Höhepunkt seines Schaffens – des kaiserlich-könglichen Hofzugs von 1891. Die erfolgreiche Zusammenarbeit mit der Maschinenfabrik Ringhoffer beendete er 1913 nach einem weiteren Salonwagen für den k.k. Hofzug.
Ab den 1890er Jahren arbeitete Jiří Stibral intensiv mit dem Bildhauer Josef Václav Myslbek zusammen, dem damaligen Direktor der Akademie der bildenden Künste in Prag. Darüber hinaus führte er in dieser Zeit zahlreiche Aufträge für den Parlamentsabgeordneten Ernst Emanuel von Silva-Tarouca aus, unter anderem der Umbau des Schlosses Pruhonitz. Ebenso wirkte er als Architekt für die Adelsgeschlechter Deym und Nadherny.
Von 1896 bis 1898 war Stibral Mitglied der Künstlerischen Kommission des Prager Stadtrats und beteiligte sich an der Diskussion über die Art und Weise der Durchführung der 1884 begonnenen Renovierung der Prager Altstadt. Im Jahr 1894 ließ Jiří Stibral nach eigenen Plänen eine Familienvilla in Michle errichten, in der er fortan lebte und arbeitete. Im Jahr 1902 nahm er zusammen mit seinen Kollegen, den Professoren Jan Kotěra, Rudolf Kříženecký und Václav Roštlapil sowie dem Architekten Josef Fanta am Architekturwettbewerb für den Entwurf eines Neubaues des Prager Franz-Josef-Bahnhof teil, aus dem letztlich der Entwurf von Josef Fanta als Sieger hervorging.
Stibral entwarf aber auch Industriebauten, etwa Erweiterungen der Ringhoffer-Werke sowie die Gebäude der der Familie Ringhoffer gehörenden Brauerei Velkopopovický Kozel. Nach der Gründung der unabhängigen Tschechoslowakei führte er mehrere Aufträge für die neu gegründete Tschechoslowakische Hussitische Kirche aus.

### Pädagoge
Er arbeitete ab 1886 an der heutigen Akademie für Kunst, Architektur und Design und hatte dort von 1897 bis 1919 die Position des Direktors inne. Von 1891 bis 1920 gab er dort ferner Sonderunterricht für ornamentale Textilgestaltung und erhielt in diesem Bereich auch eine Professur. Er verließ die Akademie im Jahr 1920, arbeitete jedoch weiterhin als Architekt.

## Auszeichnungen
Im Jahr 1901 wurde Jiří Stibral der Orden der Eisernen Krone III. Klasse verliehen und mit dem Prädikat Ritter von Stibral nobilitiert. Für seine architektonischen Entwürfe von Messepavillons, darunter auch solche für Weltausstellungen, wurde er außerdem mit dem Orden des rumänischen Königs Karl I. sowie mehreren wertvollen Medaillen und Diplomen ausgezeichnet.

## Privatleben
Am 29. Januar 1887 heiratete Stibral in der St.-Stephans-Kirche Božena, geborene Baziková, die jüngste Tochter des Ingenieurs und Baumeisters Eduard Bazika, die ein Jahr älter war als er.  Am 27. Oktober 1888 wurde ihr Sohn Zdeněk geboren. Dieser wurde nach seinem Studium Ingenieur.
Jiří Stibral starb am 8. Oktober 1939 im Alter von 80 Jahren in Prag und wurde im Familiengrab auf dem Friedhof Olšany beigesetzt.